# Euxoa costaevittata
Euxoa costaevittata är en fjärilsart som beskrevs av Wagner 1930. Euxoa costaevittata ingår i släktet Euxoa och familjen nattflyn. Inga underarter finns listade i Catalogue of Life.